# Municipio de South Woodbury
El municipio de South Woodbury (en inglés: South Woodbury Township) es un municipio ubicado en el condado de Bedford en el estado estadounidense de Pensilvania. En el año 2000 tenía una población de 2.000 habitantes y una densidad poblacional de 22.6 personas por km².

## Geografía
El municipio de South Woodbury se encuentra ubicado en las coordenadas 40°09′00″N 78°25′29″O / 40.15000, -78.42472.

## Demografía
Según la Oficina del Censo en 2000 los ingresos medios por hogar en la localidad eran de $36,129 y los ingresos medios por familia eran $40,224. Los hombres tenían unos ingresos medios de $27,879 frente a los $21,250 para las mujeres. La renta per cápita para la localidad era de $16,197. Alrededor del 10,1% de la población estaban por debajo del umbral de pobreza.